# Linskeldfield Tarn
Der Linskeldfield Tarn ist ein See im Lake District, Cumbria, England.
Der See liegt südlich des Weilers Sunderland und des Blumer Beck. Der See hat zwei unbenannte Zuflüsse aus südlicher Richtung. Sein unbenannter Abfluss mündet in den Blumer Beck.